# Hanover Street
Hanover Street és una pel·lícula dramàtica britànica dirigida per Peter Hyams, estrenada l'any 1979. Ha estat doblada al català.

## Argument
Durant la Segona Guerra Mundial, a Londres, David Halloran, un pilot americà enviat a Anglaterra coneix Margaret, una infermera anglesa. És l'enamorament  immediat entre els dos malgrat que la  dona estigui ja casada; un matrimoni que ha amagat al seu amant americà.
Poc de temps després, David és escollit per portar un agent del servei d'informacions britànic darrere de les línies enemigues a França. En el curs d'aquesta missió perillosa, s'adona que l'agent en qüestió és el marit de Margaret, Paul Sellinger. Els dos homes hauran d'unir-se amb la finalitat de survivre a aquesta missió.

## Repartiment
- Harrison Ford: David Halloran
- Lesley-Anne Down: Margaret Sellinger
- Christopher Plummer: Paul Sellinger
- Alec McCowen: Major Trumbo
- Richard Masur: Segon tinent Jerry Cimino
- Michael Sacks: Segon tinent Martin Hyer
- Patsy Kensit: Sarah Sellinger
- Max Wall: Harry Pike
- Shane Rimmer: Coronel Ronald Bart
- Keith Buckley: Tinent Wells
- Sherrie Hewson: Phyllis
- Cindy O'Callaghan: Paula
- Di Trevis: Elizabeth
- Suzanne Bertish: La noia francesa
- Keith Alexander: Soldat a la granja
- Jay Benedict: Caporal Daniel Giler
- John Ratzenberger: Sergent John Lucas
- Eric Stine: Farrell
- Hugh Fraser: Capità Harold Lester
- William Hootkins: Beef
- Kristine Howarth: Voluntari a l'hospital
- Shaun Scott: Home a l'hospital #1
- Ronald Letham: Home a l'hospital #2
- Lesley Ward: La infermera
- John Rees: Sergent SS
- Seymour Matthews: Soldat #1